# Hamanasu
Die Hamanasu (はまなす) ist ein 2004 in Dienst gestelltes Fährschiff der japanischen Reederei Shin Nihonkai Ferry. Sie steht auf der Strecke von Maizuru nach Otaru im Einsatz.

## Geschichte
Die Hamanasu wurde am 5. August 2003 unter der Baunummer 2191 auf Kiel gelegt und lief am 17. Januar 2004 vom Stapel. Nach der Ablieferung an Shin Nihonkai Ferry am 25. Juni 2004 nahm sie am 1. Juli den Fährbetrieb von Maizuru nach Otaru auf. Ihr Schwesterschiff Akashia lief zwei Monate nach ihr vom Stapel, wurde jedoch am gleichen Tag abgeliefert und ebenfalls am 1. Juli 2004 in Dienst gestellt.
Die Hamanasu war bei ihrer Ablieferung gemeinsam mit ihrem Schwesterschiff die in den Abmessungen (jedoch nicht in der Tonnage) größte für Shin Nihonkai Ferry gebaute Einheit. 2012 erhielt das Schiff eine Modernisierung der Passagierbereiche, durch die sich die Anzahl der Passagiere von 820 auf 746 reduzierte. Von Februar bis März 2021 erhielt die Hamanasu bei einem weiteren Umbau in Onomichi zudem Scrubber zur Reduzierung der Schwefelemission sowie hierdurch verbunden einen neuen, größeren Schornstein.